# Маріо Сіроні
Маріо Сіроні (італ. Mario Sironi, 1885–1961) — італійський художник, представник італійського футуризму і новеченто.

## Життя і творчість
Маріо Сіроні народився в сім'ї інженера. У 1896—1902 роках вивчав у Римі технічні науки. Після отримання диплома вступив в приватну школу живопису. Під час свого навчання в Римі Сіроні знайомиться з майбутніми основоположниками італійського футуризму Марінетті, Северіні і Боччоні, з якими він дружив все життя. У 1908 році художник їде разом з Боччоні в Німеччину і Францію, а в 1913 році вирушає до Парижа, де вивчає сучасний живопис, захопившись кубізмом. У роботах Сіроні починаючи з 1908 року відчувається сильний вплив живопису Боччоні. У 1914 році римський галерист Джузеппе Спровієрі вперше виставляє на «Вільній футуристичній виставці» 16 робіт Сіроні. Через рік Марінетті оголошує про вступ Сіроні в міланську групу футуристів.
Зі вступом Італії в Першу світову війну Маріо Сіроні йде добровольцем в армію, що не заважає йому малювати. У його роботах 1917/1918 років відчувається істотний вплив метафізичного живопису, однак перша персональна виставка художника відбулася в 1919 році в «Каса д'арте Брагалья» (Casa d'arte Bragaglia) — єдиному на той в Італії футуристичному художньому салоні. Ця виставка була піддана різкій критиці в журналі «Valori Plastici» — друкованому органі, що орієнтувався на «метафізичний живопис».
До 1920 році художник поступово відходить від футуристичного мистецтва і в тому ж році, спільно з художниками Леонардо Дудревілем, Акілле Фуні і Луїджі Руссоло видає художній маніфест «Contra tutti i ritorni in pittura» («Проти будь-якого повторення в живопису»), де художники наполягали на створенні остаточного, певного стилю і форми в малюванні.
У 1922 році Маріо Сіроні працює художним критиком у газеті «Il Popolo d'italia» («Народ Італії»), що випускалася Муссоліні. У тому ж році, спільно з 6 іншими художниками, утворює художню групу новеченто. У 1932 році, спільно з художниками Енріко Прамполіні і Джерардо Дотторі, бере участь в організованій в Римі грандіозній Mostra della Rivoluzione Fascista («Виставки фашистської революції»), прикрасивши її зали футуристичними роботами. У роки правління В Італії фашистського режиму Маріо Сіроні користувався заступництвом влади і виконував численні замовлення по монументального настінного живопису, створював мозаїки та барельєфи. Після Другої світової війни роботи художника брали участь на виставках сучасного живопису documenta I, II та III в Касселі (відповідно 1955, 1959 і 1964 роках).